# Luísa Costa Gomes
Luísa Costa Gomes (Lisboa, 16 de juny de 1954) és una cronista, dramaturga i escriptora portuguesa.

## Biografia
Es va llicencia en filosofia per la Universidade de Lisboa i va treballar com a professora de secundària. El 1982 va publicar la seva primera obra, 13 Contos de Sobressalto i a partir d'aleshores va escriure contes, novel·les i teatre. Va col·laborar amb mitjans com O Independente, Público i Diário de Notícias escrivint-ne cròniques periodístiques. Posteriorment es va especialitzar en traducció de textos de dramatúrgia al portuguès, i va editar la revista Ficções dedicada a contes tant d'autors portuguesos com estrangers. Com a novel·lista, ha publicat la novel·la "O Defunto Elegante", juntament amb Abel Barros Baptista; el llibret de "Corvo Branco", una òpera de Philip Glass i posada en escena per Bob Wilson, que va estrenar a l'Expo 98 de Lisboa; la cantata "Sobre o Vulcão", amb música de Luís Brangança Gil. El 1994 va publicar Vida de Ramon, on narra la vida de Ramon Llull. L'obra va ser traduïda i publicada en català per Edicions 62.
El 2020 va guanyar una proposta de projecte per a fer un projecte audiovisual amb Netflix, una ficció amb el títol de "Paradoxa".

## Obra publicada

### Ficció
- Treze Contos de Sobressalto. Amadora: Bertrand, 1981.
- Arnheim & Desirée: mitos para o século vinte. Lisboa: Difel, 1983.
- O Gémeo Diferente. Lisboa: Difel, 1984.
- O Trono e o Domínio (com Rui Romão). Lisboa: Rolim, 1985.
- O Pequeno Mundo. Lisboa: Quetzal, 1988.
- Vida de Ramón. Lisboa: Dom Quixote, 1994.
- Olhos Verdes. Lisboa: Dom Quixote, 1994.
- O Defunto Elegante (com Abel Barros Baptista). Lisboa: Relógio d’Água, 1996.
- Contos outra vez: 1984-1997. Lisboa: Cotovia, 1997.
- Educação para a tristeza. Lisboa: Presença, 1998.
- Império do amor. [S.l.]: Tinta Permanente, 2001.
- José Matias: entretém para quatro mulheres. Lisboa: Ensemble, 2002.
- A galinha que cantava ópera e outras histórias de animais. Lisboa: Dom Quixote, 2005.
- A Pirata. Lisboa: Dom Quixote, 2006.
- Trava-línguas. Lisboa: Dom Quixote, 2006.
- Setembro e outros contos. Lisboa: Dom Quixote, 2007.
- Dom Mínimo, o Anão enorme e outras histórias. Alfragide: Texto, 2009.
- Ilusão (ou o que quiserem). Lisboa: D. Quixote, 2009.
- 1910: uma antologia literária, [et al.]. Alfragide: Dom Quixote, 2010.
- Cláudio e Constantino: novela rústica em paradoxos. Alfragide: D. Quixote, 2014.
- Florinhas de Soror Nada: a vida de uma não-santa. Lisboa: Alfragide, Dom Quixote, 2018.

### Teatre
- Nunca Nada de Ninguém. Lisboa: Cotovia, 1991.
- Ubardo, seguido de A minha Austrália. Lisboa: Dom Quixote, 1993.
- Clamor (sobre textos de Vieira). Lisboa: Cotovia, 1994.
- Duas comédias: Um filho, seguido de A vingança de Antero ou boda deslumbrante. Lisboa: Relógio d'Água, 1996.
- O céu de Sacadura: tragicomédia ambigua. Lisboa: Cotovia, 1998.
- Arte da conversação, seguido de Vanessa vai à luta. Lisboa: Cotovia, 1999.
- A Vida em Vénus. Lisboa: Culturgest, 2008.

### Òpera
- O Corvo Branco (White Raven), autora del llibret per a un projecte de Philip Glass i Robert Wilson, encarregat per António Mega Ferreira, comissari de l'Expo de Lisboa de 1998.

### No ficció
- Da Costa, praias e montes da Caparica. Lisboa: Fundação Francisco Manuel dos Santos, 2018.

## Premis i reconeixements
Luísa va rebre el premi "Prémio D. Dinis" l'any 1988 de la "Fundação da Casa de Mateus " per la seva novel·la O Pequeno Mundo. Va ser guardonada l'any 1994 amb el Premi Màxima de Literatura per la seva novel·la Olhos Verdes . L'any 2010 també va ser guardonada amb el Premi Fernando Namora per la novel·la Ilusão ou O Que Quiserem .